# 鲁迪·亚基姆
鲁道夫·切斯特·亚基姆三世（1984年2月24日—）是美国商人兼政治人物，隶属于共和党，目前为印第安纳州第二选区国会议员。

## 教育
亚基姆在印第安纳大学南本德校区获得了商学副学士学位以及金融与工商管理理学士学位。到了2019年，亚基姆又在圣母大学获得了工商管理硕士学位。